# Панченко, Пимен Емельянович
Пи́мен Емелья́нович Па́нченко (бел. Пімен Емяльянавіч Панчанка; 10 (23) августа 1917, Ревель — 2 апреля 1995, Минск) — белорусский советский поэт и переводчик, публицист. Народный поэт БССР (1973). Член СП СССР (1938). Член ВКП(б) с 1943 года. Почётный академик Национальной академии наук Беларуси (1994).

## Биография
Родился 10 (23) августа 1917 года в Ревеле (ныне Таллин, Эстония) в крестьянской семье, куда его родители переехали из Бегомля в поисках заработка. Семья была в очень тяжёлом положении: отец Пимена был на фронте и мать, Дарья Фокеевна, осталась одна с двумя детьми в неродном городе. В 1920 году она вместе с детьми вернулась на свою родину в Бегомль, в котором Пимен и провёл детство.
В 1933 году семья переехала в Бобруйск. Пимен начал работать на деревообрабатывающем комбинате, а после поступил на учительские курсы. Через год, окончив курсы, начал работать учителем в школах Бобруйского и Кировского районов. Одновременно учился на заочном отделении филологического факультета Минского учительского института, который закончил в 1939 году. Член Союза писателей СССР с 1938 года.
С сентября 1939 по январь 1946 года служил специальным корреспондентом и писателем в армейских газетах. Призван Сталинским РВК г. Минска.
Принимал участие в Польском походе РККА 1939 года, во время Великой Отечественной войны был на фронтах — Брянском, Калининском и Северо-Западном. Работал во фронтовых газетах «За свабодную Беларусь», сатирической «Партызанскай дубінцы», а также в газете «Героический штурм».

Приказом ВС Калинского фронта №: 7 от: 06.01.1943 года интендант 3-го ранга Панченко Пимен Емельянович, писатель газеты «За свободную Беларусь», награждён медалью «За боевые заслуги».
В 1944 году был в Иране.
После демобилизации в 1946 году вернулся в Минск и начал работать в журнале «Вожык». Позже перешёл в газету «Літаратура і мастацтва» (бел. Литература и искусство). С 1953 по 1958 годы работал редактором альманаха «Советская Отчизна». С 1958 по 1966 год возглавлял журнал «Маладосць» (бел. Молодость). В 1958 году — в составе белорусской делегации на XII сессии Генассамблеи ООН. С 1966 по 1971 год был секретарём правления СП БССР. Был депутатом ВС БССР 5, 6, 8 созывов. Член ПЕН-клуба (1989). Подписал открытое письмо М. Горбачёву о белорусском языке (1986).
Умер 2 апреля 1995 года. Похоронен в Минске на Восточном кладбище.

## Творчество
Мала сказаць: ненавіджу,

Мала сказаць: прызнаю,

Біцца за праўду – i выжыць,

Нібы салдат у баю.
Стихи начал писать в юности. Дебютировал в 1934 году в кировской районной газете «Кировец» и альманахе «Ударники» (стихотворении «Ураджайнае» и «Моладзі»). Начинал как лирик. Первые сборники «Упэўненасць» (бел. Уверенность) и «Вераснёвыя сцягі» (бел. Сентябрьские флаги) вышли в 1938 и 1940 годах соответственно.
Известность как поэт приобрёл в годы Великой Отечественной войны. Находясь в Иране, написал сборник стихов «Іранскі дзённік» (бел. Иранский дневник). Широко известно было стихотворение Панченко «Сінія касачы». Стихи военных лет вошли в сборники «Дарога вайны» (1943), «Далёкія станцыі» (1945) и «Гарачыя вятры» (1947). Тема войны и трагедии народа широко представлена на протяжении всего творчества поэта.
В послевоенные годы на первый план выходят темы борьбы за мир и интернационализм, прославление социалистического строя, полётов в космос. Регулярно выходят сборники: «За шчасце, за мір» (1950), «Шырокі свет» (1955), «Кніга вандраванняў і любові» (1959), «Нью-Йоркскія малюнкі» (1960), «Тысяча небасхілаў» (1962).
Важной вехой в творчестве стал выход поэтического сборника «Пры святле маланак» (1966), в котором доминируют философские мотивы. Сборники «Снежань» (1972), «Крык сойкі» (1976) и «Вячэрні цягнік» (1977) проникнуты размышлениями об актуальных проблемах человечества, любовью к родной земле. Активно занимался переводами на белорусский язык произведений А. Мицкевича, Н. Л. Нагнибеды, Я. Райниса, Ф. Шиллера. Гражданскими мотивами проникнута поэзия Панченко времён перестройки и первых лет независимости Беларуси. В эти годы вышли сборники «І вера, і вернасць, і вечнасць» (1986), «Прылучэнне» (1987), «Горкі жолуд» (1988), «Неспакой» (1988) и «Высокі бераг» (1993). Широкий общественный резонанс вызвало произведение «Паэма сораму і гневу». Уже после смерти Панченко вышли сборники его поэзии разных лет: «Зямля ў мяне адна» (1996) и «Жытнёвы звон» (2002). Пимен Панченко являлся также автором эссе и воспоминаний.

### Сборники поэзии
- бел. «Упэўненасць» («Уверенность») (1938)
- бел. «Вераснёвыя сцягі» («Сентябрьские флаги») (1940)
- рус. «Тебе, Беларусь!» (Москва, 1942)
- бел. «Дарога вайны» («Дорога войны») (Москва, 1943)
- бел. «Далёкія станцыі» («Далёкие станции») (1945)
- бел. «Гарачыя вятры: Вершы і паэмы» («Горячие ветры: Стихотворения и поэмы») (1947)
- бел. «Вершы» («Стихотворения») (1948)
- бел. «Прысяга» («Присяга») (1949)
- бел. «За шчасце, за мір!» («За счастье, за мир!») (1950)
- бел. «Вершы і паэмы» («Стихотворении и поэмы») (1952)
- бел. «Шырокі свет» («Широкий мир») (1955)
- бел. «Кніга вандраванняў і любові» («Книга путешествий и любви») (1959)
- бел. «Нью-Йоркскія маланкі» («Нью-Йоркские молнии») (1960)
- бел. «Тысяча небасхілаў» («Тысяча горизонтов») (1962)
- бел. «Чатыры кантыненты: Вершы і паэмы» («Четыре континента: Стихотворения и поэмы») (1964)
- бел. «Пры святле маланак» («При свете молний») (1966)
- бел. «Размова з наследнікамі: Вершы і паэма» («Беседа с наследниками: Стихотворении и поэма») (1967)
- бел. «Снежань» («Декабрь») (1972)
- бел. «Вершы» («Стихотворения») (1973)
- бел. «Крык сойкі» («Крик сойки») (1976)
- бел. «Вячэрні цягнік» («Вечерний поезд») (1977)
- бел. «Лірыка» («Лирика») (1980)
- бел. «Млечны Шлях» («Млечный Путь») (1980)
- бел. «Маўклівая малітва» («Молчаливая молитва») (1981)
- бел. «Дзе начуе жаўранак» («Где ночует жаворонок») (1983)
- бел. «Сіні ранак» («Синее утро») (1984)
- бел. «Лясныя воблакі» («Лесные облака») (1985)
- бел. «І вера, і вернасць, і вечнасць» («И вера, и верность, и вечность») (1986)
- бел. «Прылучэнне» («Приобщение») (1987)
- бел. «Горкі жолуд» («Горький жёлудь») (1988)
- бел. «Неспакой» («Тревога») (1988)
- бел. «Высокі бераг» («Высокий берег») (1993)
- бел. «Зямля ў мяне адна» («Земля у меня одна») (1996)
- бел. «Жытнёвы звон» («Звон хлебов») (2002)

### Юмор и сатира
- бел. «Гарачы лівень» («Горячий ливень») (1957)

### Литературно-критические эссе
- бел. «На паэтычным небасхіле» («На поэтическом горизонте») (1977)

### Избранное
- бел. «Выбраныя творы» («Избранные произведения») (1956)
- бел. «Выбранае» («Избранное») (1975)

### Собрание сочинений
- бел. «Збор твораў : У 2 т.» («Собрание сочинений : В 2 т.») (1959)
- бел. «Збор твораў : У 3 т.» («Собрание сочинений : В 3 т.») (1967—1971)
- бел. «Збор твораў : У 4 т.» («Собрание сочинений : В 4 т.») (1981—1983)

## Награды и премии
- народный поэт БССР (1973)
- орден Ленина (21.08.1987)
- орден Октябрьской Революции (16.11.1984)
- орден Отечественной войны II степени (11.03.1985)[6]
- три ордена Трудового Красного Знамени (25.02.1955; 26.08.1971; 23.03.1976)
- два ордена «Знак Почёта» (1.01.1944; 4.05.1962)
- медаль «За боевые заслуги» (6.01.1943)
- медаль «Партизану Отечественной войны» 1-й степени (5.11.1944)
- медаль Франциска Скорины (1992)[7]
- другие медали
- Государственная премия БССР имени Янки Купалы (1959) — за поэму «Патриотическая песня»
- Государственная премия БССР имени Янки Купалы (1968) — за сборник «При свете молний» (1966)
- Государственная премия СССР (1981) — за стихотворный сборник «Где ночует жаворонок» (1979)

## Память
Именем Пимена Панченко названа улица во Фрунзенском районе Минска. Также улица Панченко есть в Гродно.